# Vlajka Krasnojarského kraje

Vlajka Krasnojarského kraje
Poměr stran: 2:3

Vlajka Krasnojarského kraje, jednoho z krajů Ruské federace, je tvořena červeným listem o poměru stran 2:3. Uprostřed listu je umístěn krajský znak, jehož výška je 1/5 výšky listu.

## Historie
První vlajkou užívanou v Jenisejské gubernii, předchůdce dnešního Krasnojarského kraje, byl žlutý, trojúhelníkový plamen s červenou routou. Vlajku, zřízenou 29. srpna 1924, užívala plavidla Jenisejského podniku říční paroplavby. V horním žlutém poli byl červený srp a kladivo, v červené routě bílá kotva obklopená zkratkou společnosti (ЕУРП). (není obrázek)
Krasnojarský kraj vznikl 7. prosince 1934. V sovětské éře kraj neužíval žádnou vlajku. 3. července 1991 byla z kraje vyčleněna Chakaská autonomní oblast, od 23. ledna 1992 Chakaská republika. V březnu 1996 zorganizovala komise, kterou vytvořili poslanci shromáždění, soutěž o nejlepší návrh krajského znaku a vlajky. Ve dvou kolech vybrala komise (s možností vyjádření obyvatel na výstavě v Domě Svazu umělců) ze 137 návrhů a doporučila vybrané návrhy Zákonodárnému shromáždění Krasnojarského kraje a poslali je k expertíze Heraldické radě Ruské federace. Vlajka kraje nabyla platnosti 16. dubna 2002, publikováním zákona Krasnojarského kraje č. 10-701 z 27. března 2000 „O vlajce Krasnojarského kraje” v deníku Krasnojarskij rabočij č. 70 (23974) 15. dubna 2000.

## Vlajky rajónů Krasnojarského kraje

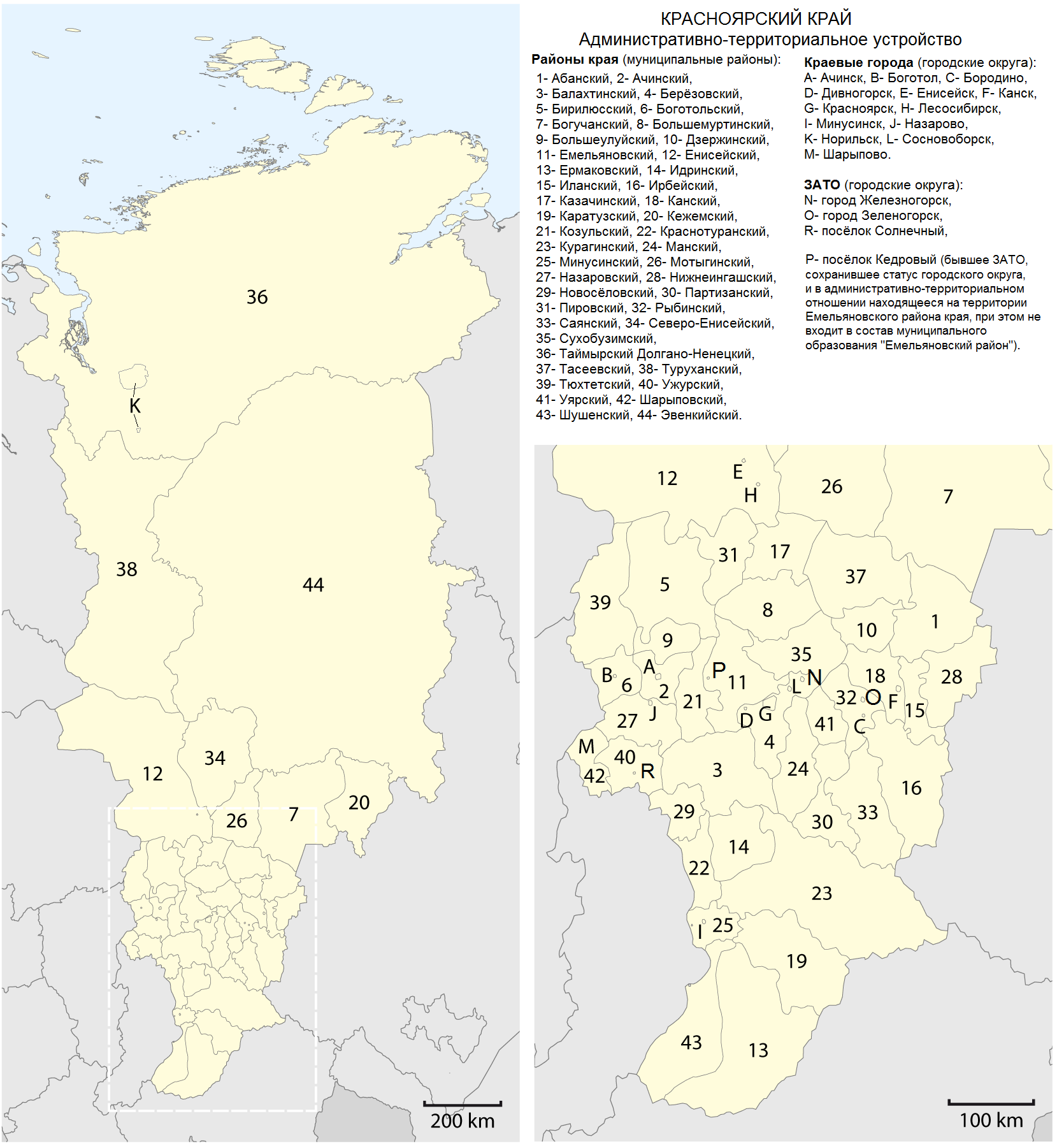
Administrativní členění Krasnojarského kraje

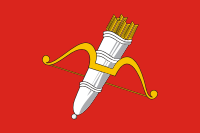
Ačinsk (A, 45) Poměr stran: 2:3
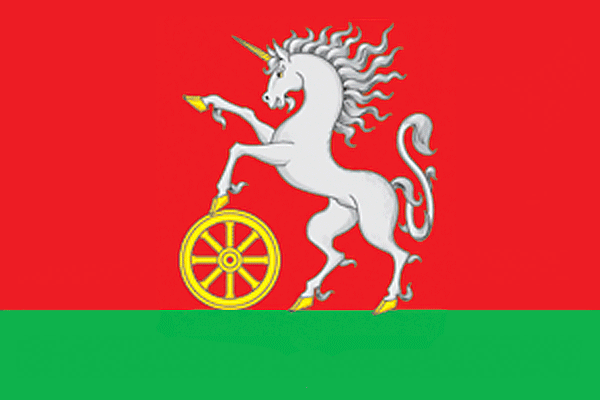
Bogotol (B, 46) Poměr stran: 2:3
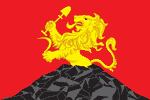
Borodino (C, 47) Poměr stran: 2:3
Divnogorsk (D, 48) Poměr stran: 2:3
Jenisejsk (E, 49) Poměr stran: 2:3
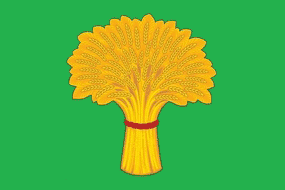
Kansk (F, 50) Poměr stran: 2:3
Krasnojarsk (G, 51) Poměr stran: 2:3
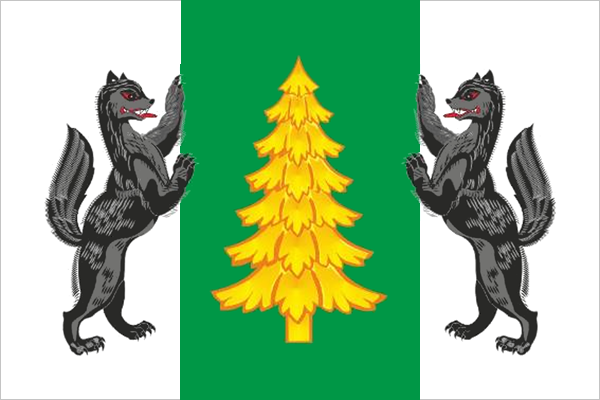
Lesosibirsk (H, 52) Poměr stran: 2:3
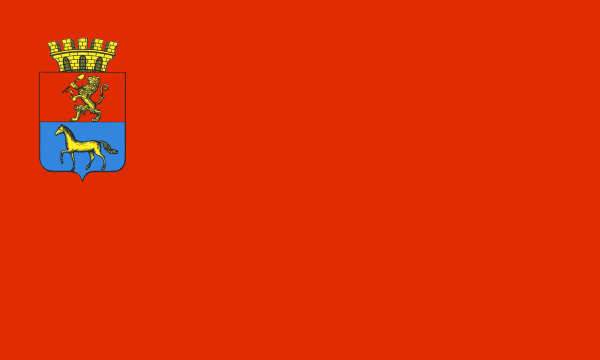
Minusinsk (I, 53) Poměr stran: 2:3
Nazarovo (J, 54) Poměr stran: 2:3
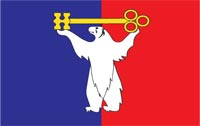
Norilsk (K, 55) Poměr stran: 2:3
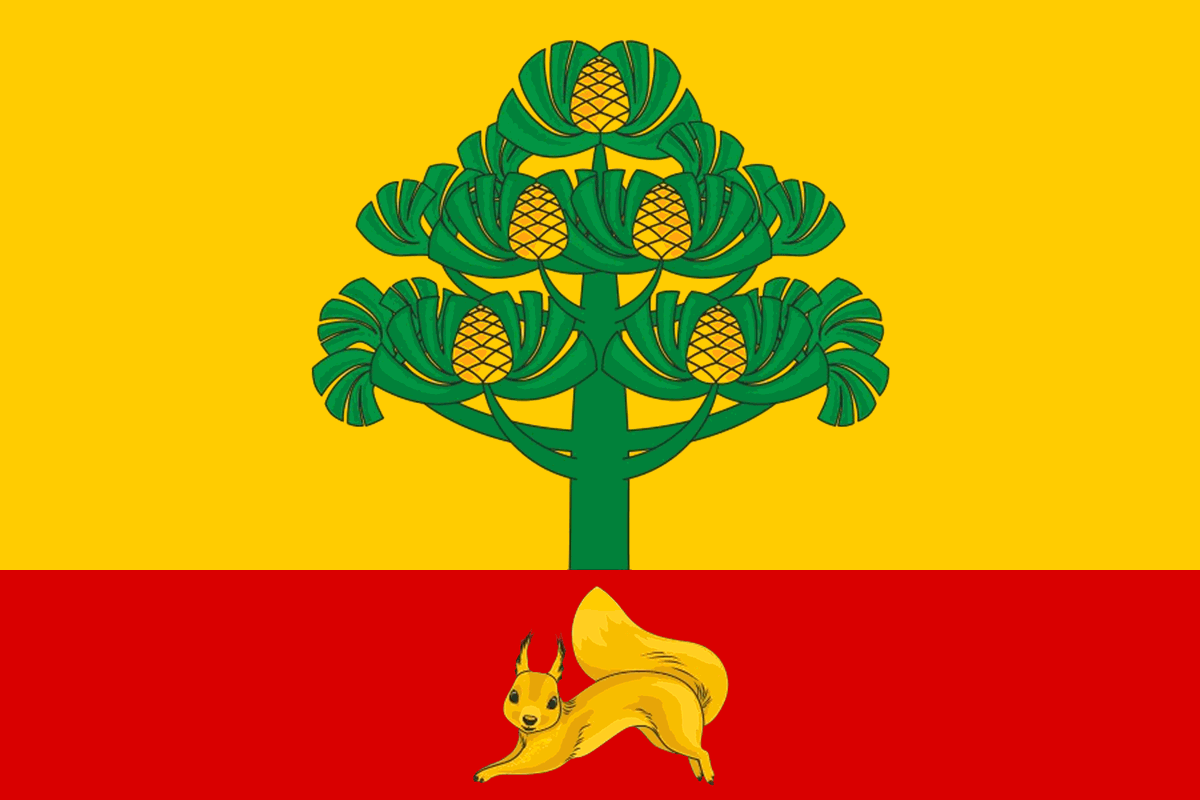
Sosnovoborsk (L, 56) Poměr stran: 2:3
Šarypovo (M, 57) Poměr stran: 2:3

Železnogorsk (N, 58) Poměr stran: 2:3
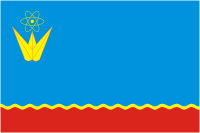
Zelenogorsk (O, 59) Poměr stran: 2:3
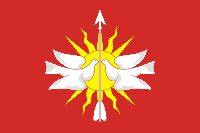
Solněčnyj (R, 60) Poměr stran: 2:3
Kedrovyj (P, 61) Poměr stran: 2:3

Krasnojarský kraj se člení na 44 rajónú a 17 měst (okruhů), z toho 4 města jsou uzavřená města.

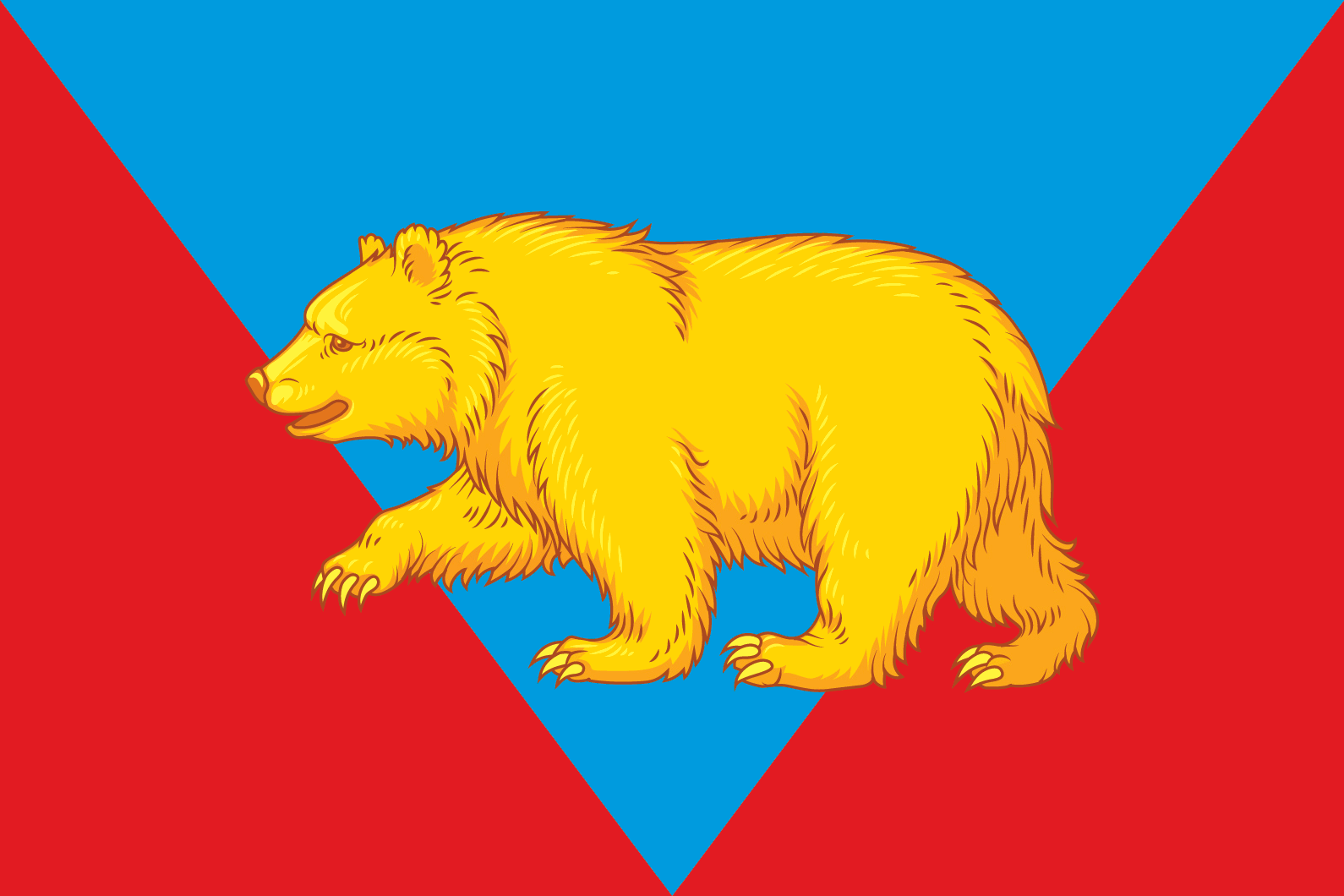
Abanský rajón (1) Poměr stran: 2:3
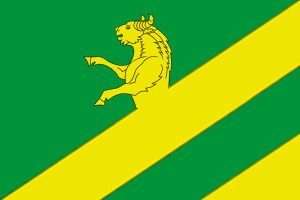
Ačinský rajón (2) Poměr stran: 2:3
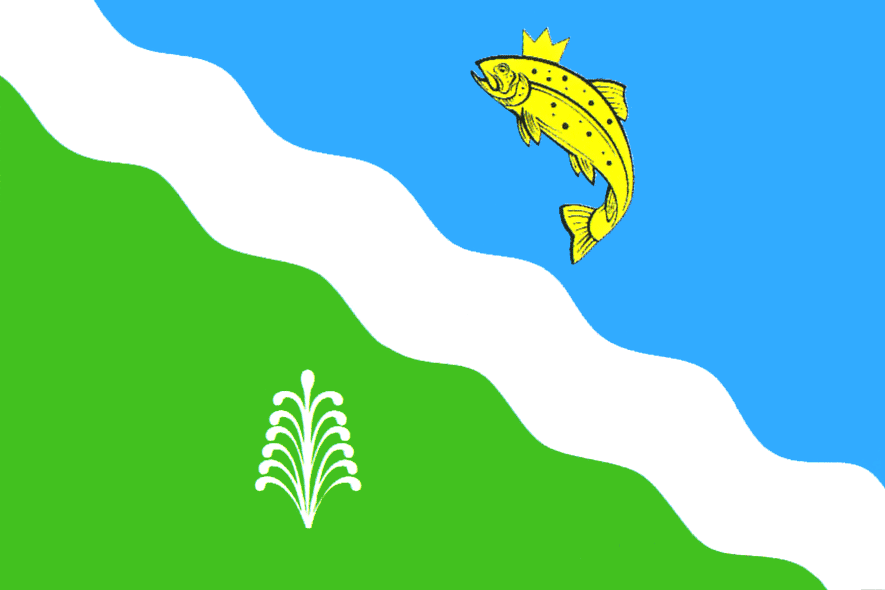
Balachtinský rajón (3) Poměr stran: 2:3
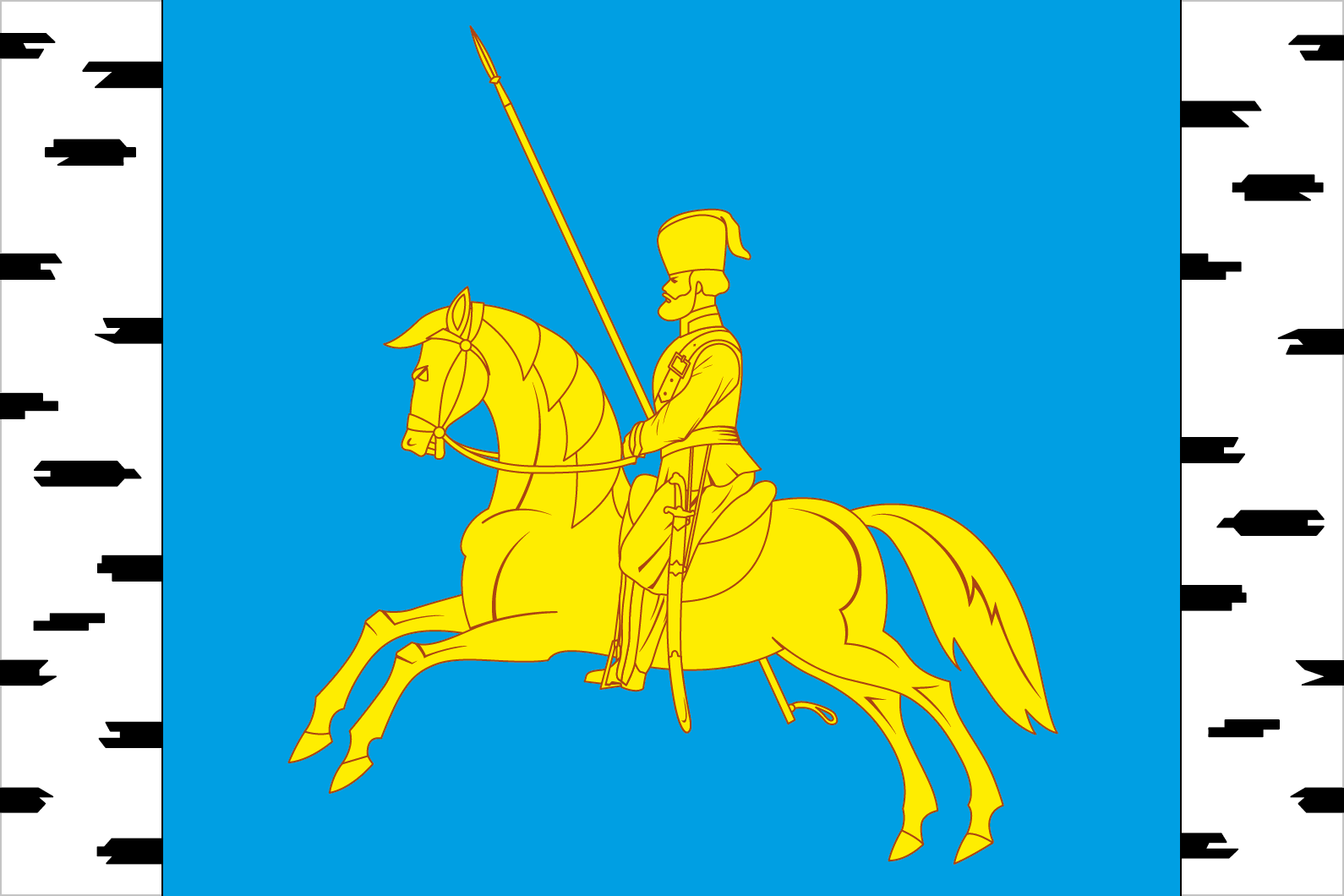
Berjozovský rajón (4) Poměr stran: 2:3
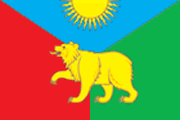
Biriljuský rajón (5) Poměr stran: 2:3
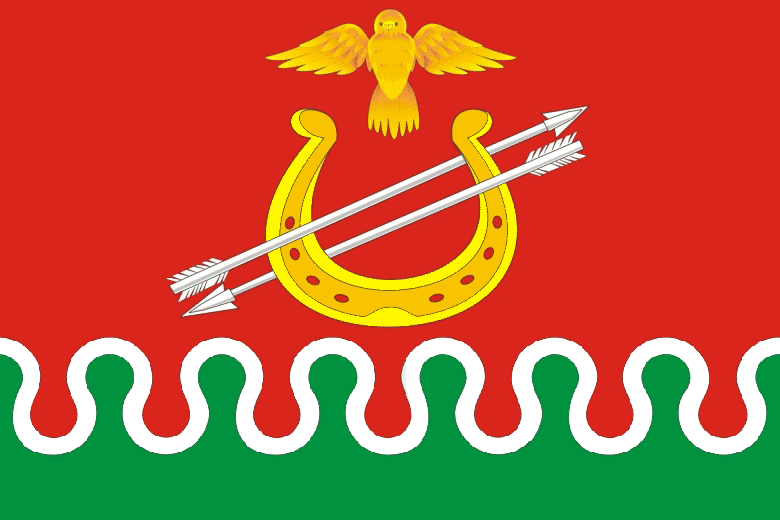
Bogotolský rajón (6) Poměr stran: 2:3
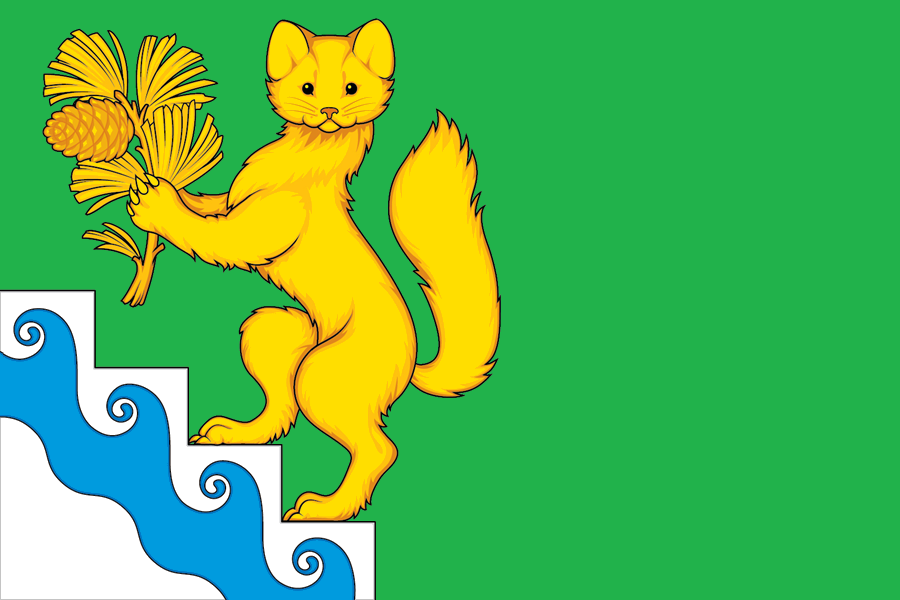
Bogučanský rajón (7) Poměr stran: 2:3
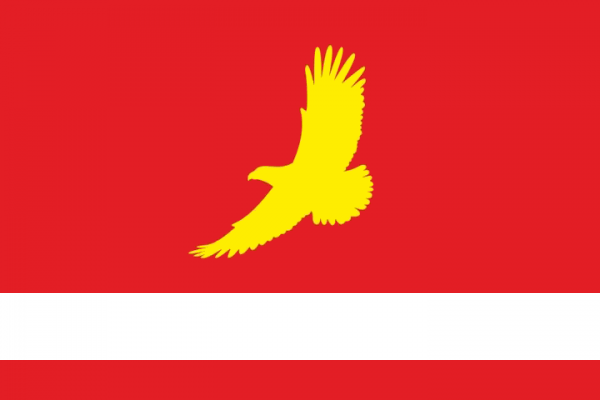
Bolšemurtinský rajón (8) Poměr stran: 2:3
Bolšelujský rajón (9) Poměr stran: 2:3
Dzeržinský rajón (10) Poměr stran: 2:3
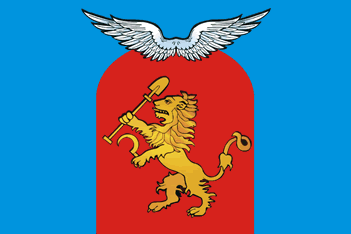
Jemeljanovský rajón (11) Poměr stran: 2:3
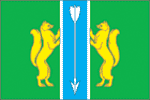
Jenisejský rajón (12) Poměr stran: 2:3
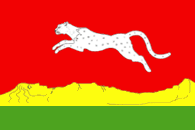
Jermakovský rajón (13) Poměr stran: 2:3
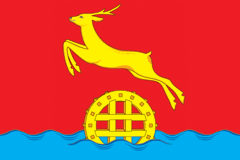
Idrinský rajón (14) Poměr stran: 2:3
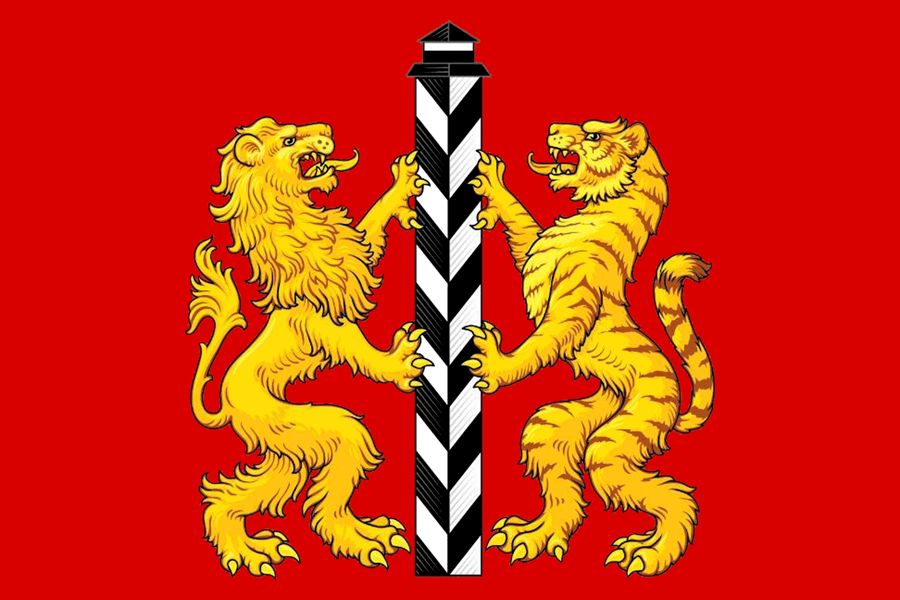
Ilanský rajón (15) Poměr stran: 2:3
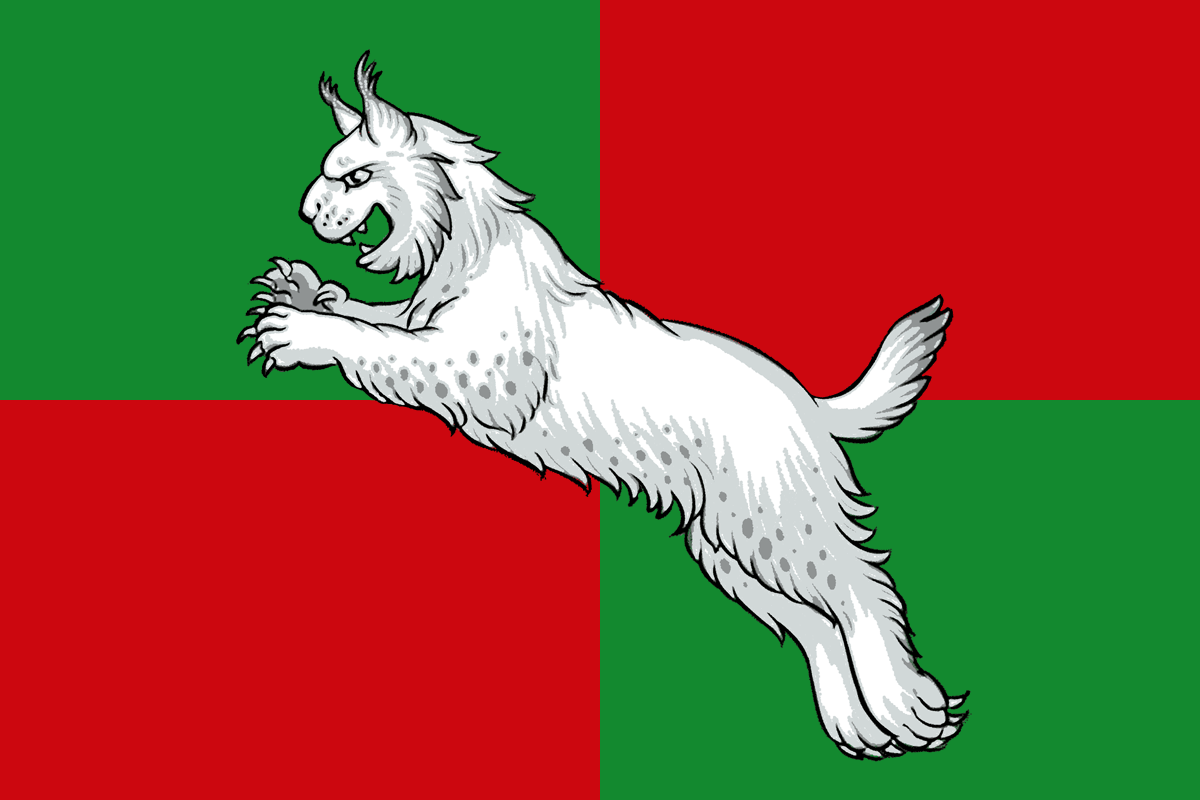
Irbejský rajón (16) Poměr stran: 2:3
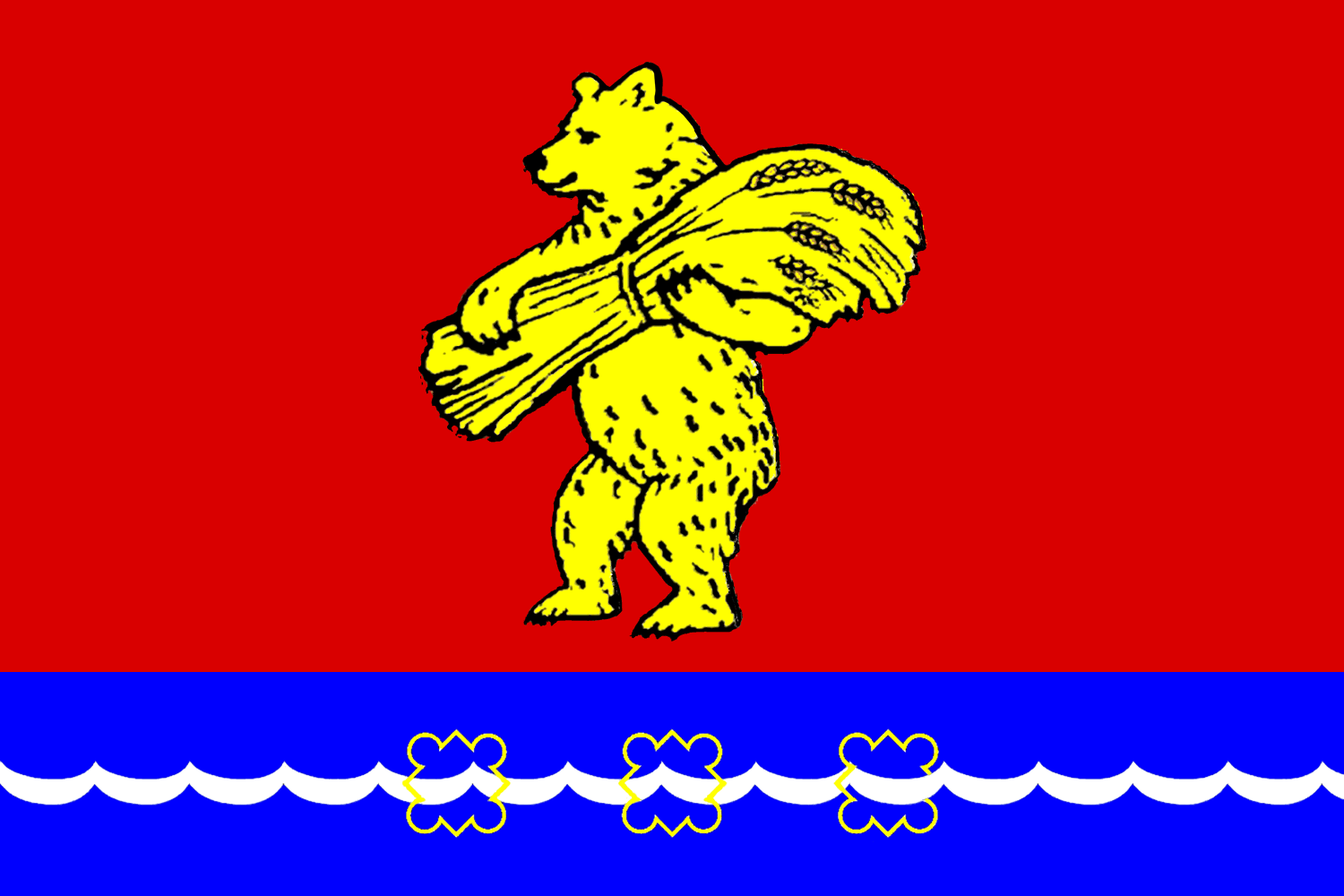
Kazačinský rajón (17) Poměr stran: 2:3
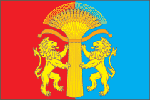
Kanský rajón (18) Poměr stran: 2:3
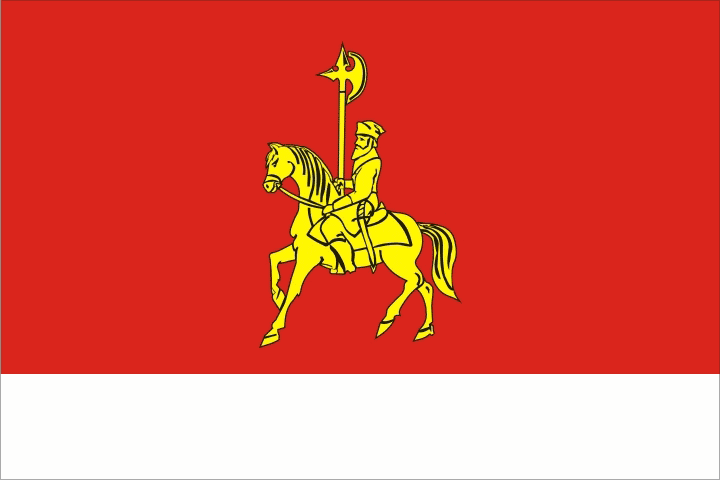
Karatuzský rajón (19) Poměr stran: 2:3
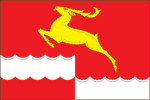
Kežemský rajón (20) Poměr stran: 2:3
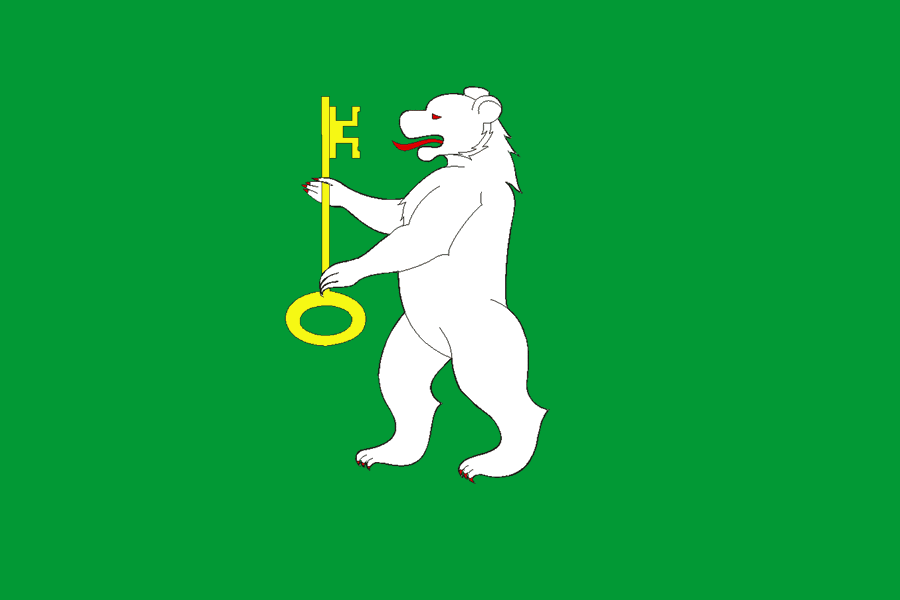
Kozulský rajón (21) Poměr stran: 2:3
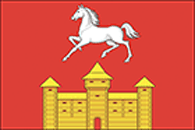
Krasnoturanský rajón (22) Poměr stran: 2:3
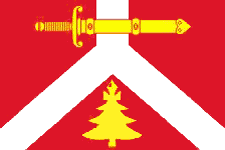
Kuraginský rajón (23) Poměr stran: 2:3
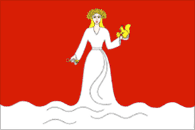
Manský rajón (24) Poměr stran: 2:3
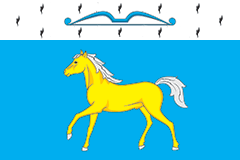
Minusinský rajón (25) Poměr stran: 2:3
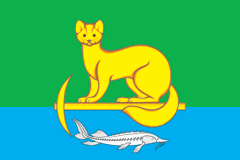
Motyginský rajón (26) Poměr stran: 2:3
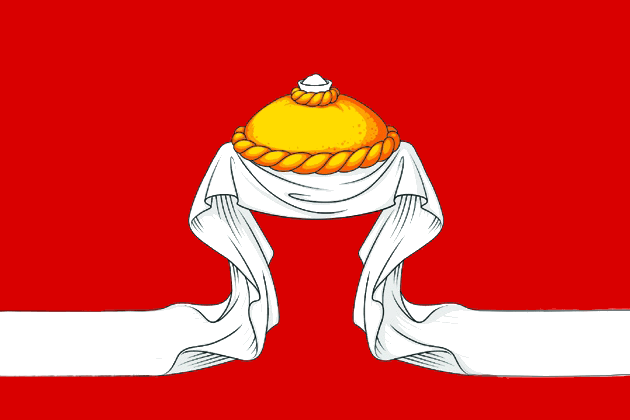
Nazarovský rajón (27) Poměr stran: 2:3
Nižněingašský rajón (28) Poměr stran: 2:3
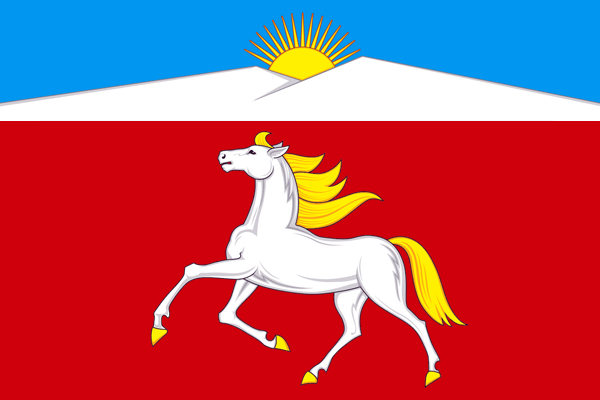
Novosjolovský rajón (29) Poměr stran: 2:3
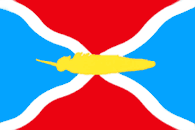
Partizánský rajón (30) Poměr stran: 2:3
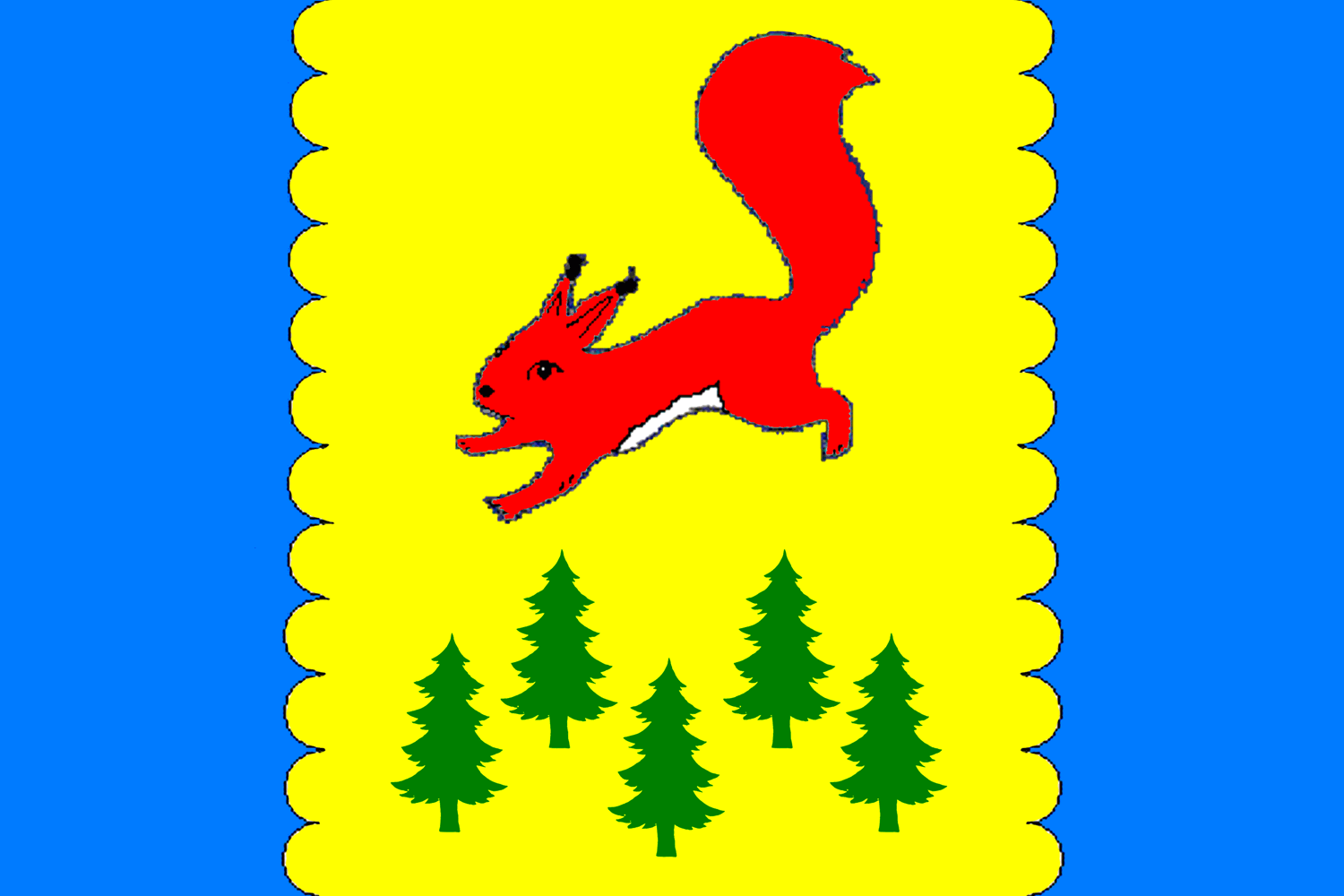
Pirovský rajón (31) Poměr stran: 2:3
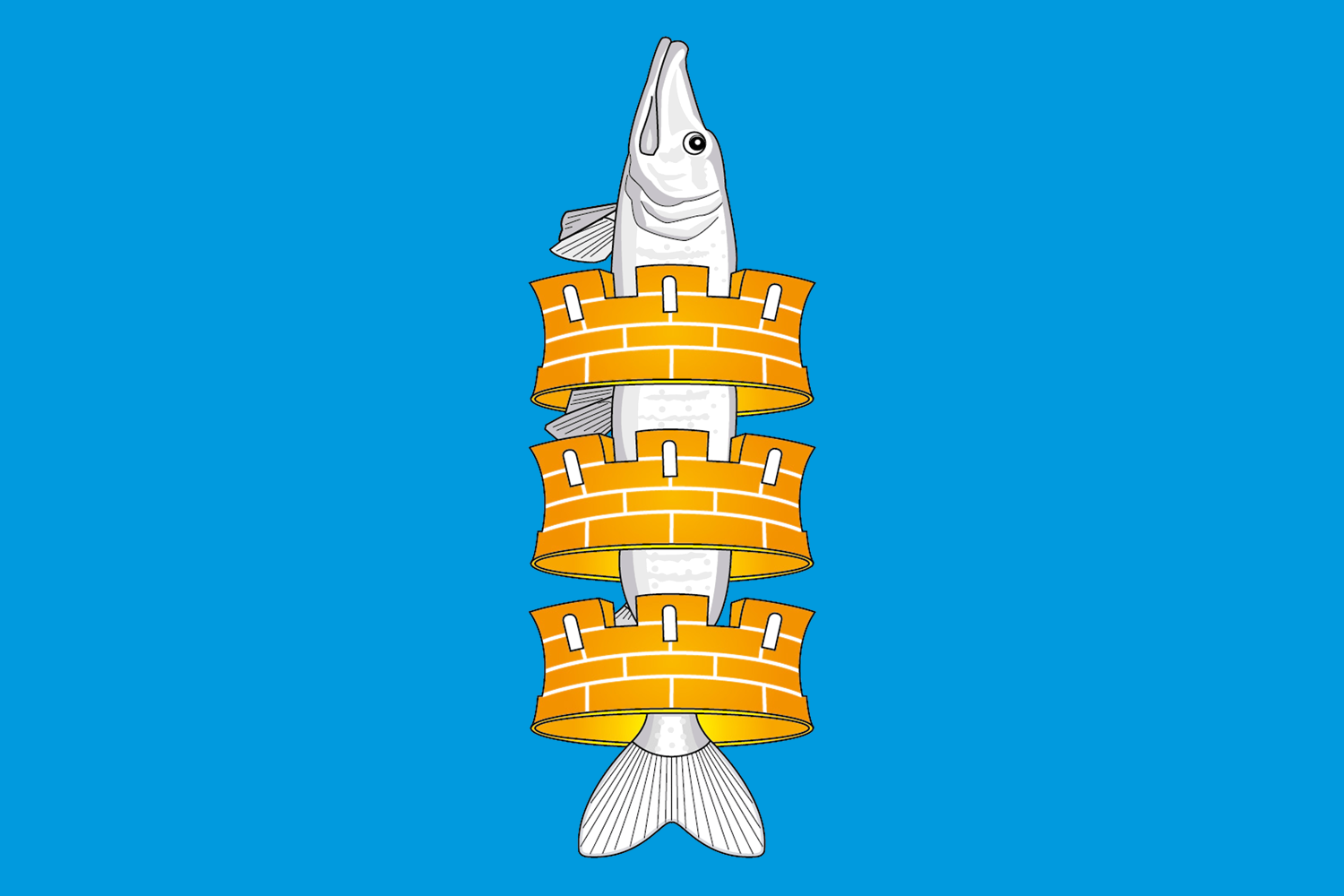
Rybinský rajón (32) Poměr stran: 2:3
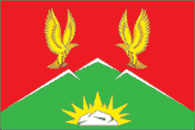
Sajanský rajón (33) Poměr stran: 2:3
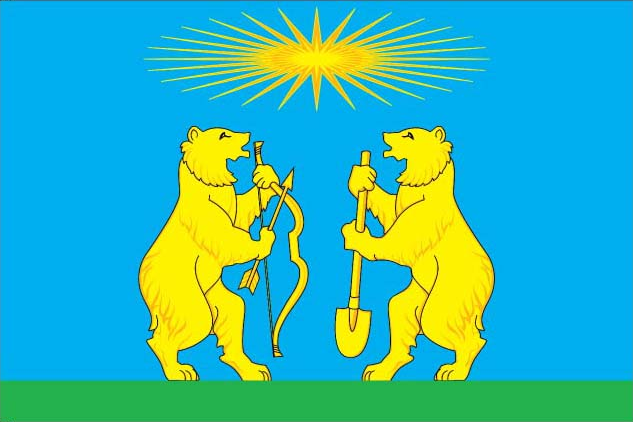
Severo-Jenisejský rajón (34) Poměr stran: 2:3
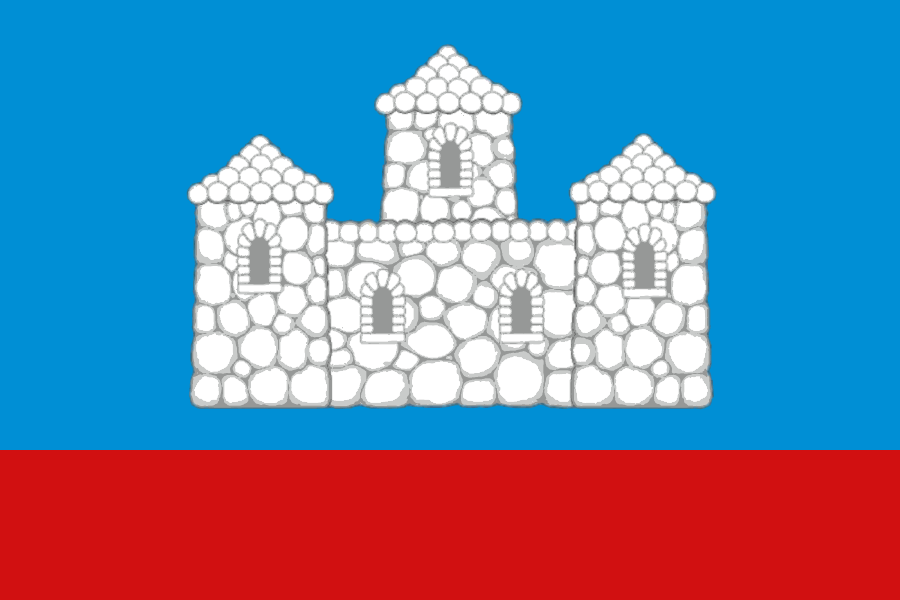
Suchobuzinský rajón (35) Poměr stran: 2:3
Tajmyrský Dolgano-Něnecký rajón (36) Poměr stran: 2:3
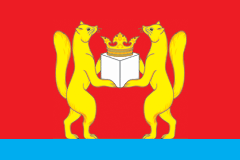
Tasejevský rajón (37) Poměr stran: 2:3
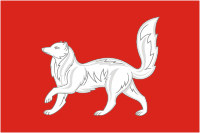
Turuchanský rajón (38) Poměr stran: 2:3
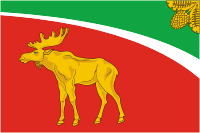
Tjuchtětský rajón (39) Poměr stran: 2:3
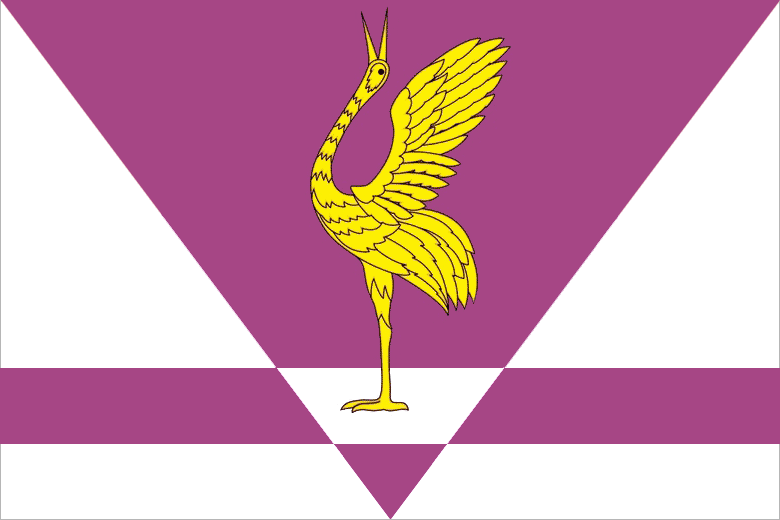
Užurský rajón (40) Poměr stran: 2:3
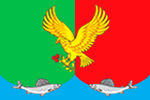
Ujarský rajón (41) Poměr stran: 2:3
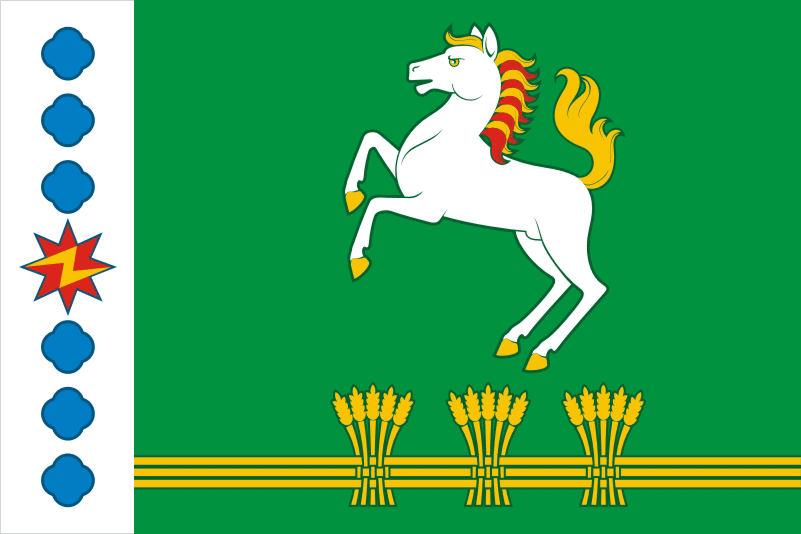
Šarypovský rajón (42) Poměr stran: 2:3
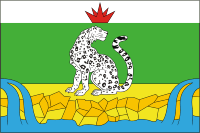
Šušenský rajón (43) Poměr stran: 2:3
Evenkijský rajón (44) Poměr stran: 2:3

Města
- Ačinsk (A, 45)
Poměr stran: 2:3
- Bogotol (B, 46)
Poměr stran: 2:3
- Borodino (C, 47)
Poměr stran: 2:3
- Divnogorsk (D, 48)
Poměr stran: 2:3
- Jenisejsk (E, 49)
Poměr stran: 2:3
- Kansk (F, 50)
Poměr stran: 2:3
- Krasnojarsk (G, 51)
Poměr stran: 2:3
- Lesosibirsk (H, 52)
Poměr stran: 2:3
- Minusinsk (I, 53)
Poměr stran: 2:3
- Nazarovo (J, 54)
Poměr stran: 2:3
- Norilsk (K, 55)
Poměr stran: 2:3
- Sosnovoborsk (L, 56)
Poměr stran: 2:3
- Šarypovo (M, 57)
Poměr stran: 2:3

Uzavřená města
- Železnogorsk (N, 58)
Poměr stran: 2:3
- Zelenogorsk (O, 59)
Poměr stran: 2:3
- Solněčnyj (R, 60)
Poměr stran: 2:3
- Kedrovyj (P, 61)
Poměr stran: 2:3